# 一攫千金!宝の山
『一攫千金!宝の山』（いっかくせんきん!たからのやま）は、2021年から日本テレビ系列で不定期に放送されているバラエティ番組。

## 概要
加藤浩次を社長に据えた架空の企業「加藤浩次商事」を舞台に、旧車や山林、古着など身近に眠るタダ同然のものに新たな価値を与え、「宝の山」として発掘すべく社員役のタレントが全国各地へとロケをするバラエティ番組。

## 出演者

### 社長
- 加藤浩次

### 特別顧問
- ヒロミ

### アイデア部長
- バカリズム

### 営業え
- 辻岡義堂（日本テレビアナウンサー）

## 内容
- 山林ロケ企画
  - 放置された山林でトリュフの生息を調査し、確認後に山林の一角をレンタルし一攫千金を目指す。
- 旧車再生企画
  - 新潟県の「塚野自動車」にて、同社の所有や視聴者から寄せられた旧車をロケ担当社員のいずれかが修理費を負担して修理した上でヤフオク!に出品し、開始価格4円からスタートし旧車の本体価格と修理費の合計を上回る落札額を目指す。

## スタッフ
- 企画・総合演出:髙橋利之
- 構成:石原健次
- TM:保刈寛之
- SW:三井隆裕
- CAM:橋本圭祐（第6回）
- MIX:赤池暢也（第3,6回）
- VE:向山江梨佳（第4,6回）
- 照明:加藤明穂（第6回）
- 美術:稲本浩（第1,3回-）
- デザイン:田澤奈津美、高木彩（共に第6回）
- 大道具:石原大地（第1,3回-）
- 小道具:高橋ひより（第3回-）
- 電飾:下地邦弥（第5回-）
- メイク:奥松かつら
- モニター:ジャパンテレビ
- CG:森三平
- 技術協力:ヌーベルバーグ、ヌーベルアージュ
- 美術協力:日テレアート
- 編集:相馬貴志（第2,3,5回-）
- MA:元木綾美（第1,3回-）
- 音効:小平英司
- TK:長坂真由美、伊村佳恵（伊村→第6回）
- デスク:阿部絵里子
- リサーチ:パンドラ 齋藤譲・高木洋志・羽柴千晶（高木→第5回-）、フォーミュレーション 田原拓郎・小池元太・日置アンナ（日置→第6回）
- 協力:トラスト企画、日本海間瀬サーキット（共に第6回）
- ディレクター:森田俊介（第1回-）、黒田沙季（第5回-）、田渕公博（第1回-）、唐沢宏一（第1,3回-）、延本惟音（第5回-） / 長井祥平（第2,4回-）、兼海斗（第5回-）、岩本柊子（第6回）、中村晴香（第6回）、樽見洋平（第6回）
- 演出:中村文彦、大楽和也
- プロデューサー:河野雄平、菅沼和美、森川高行 / 水谷美里（河野→第2,3,5回-、第4回は統轄プロデューサー、森川→第3回-、水谷→第6回）
- チーフプロデューサー:齊山嘉伸（第5回-）
- 制作協力:厨子王、ZION
- 製作著作:日本テレビ

### 過去のスタッフ
- CAM:中村佳央（第1,2回）、日向野崇（第3回）、伊藤孝浩（第4,5回）
- MIX:寺田恭子（第1,2回）、藤岡絵里子（第4,5回）
- 照明:池長正宏（第1,2,5回）、粂野高央（第3,4回）
- VE:笈川太（第1回）、古手川大（第2,3回）、飯島友美（第5回）
- 美術:大川明子（第2回）
- デザイン:北原龍一（第1-5回）
- 大道具:瀬尾元保（第2回）
- 小道具:佐々木洋平（第1,2回）
- 電飾:佐山直也（第1回）、富田仁（第2回）、東村歩実（第3,4回）
- 技術協力:NiTRo（第1-5回）
- 編集:酒井広志（第1,4回）
- MA:平山達也（第2回）
- TK:山沢啓子（第4回）
- リサーチ:パンドラ 梶谷翔平（第1-4回）、フォーミュレーション 五十嵐莉乃（第1-5回）
- 協力:オークション代行 Quickdo、NPO法人 情報ステーション（共に第5回）
- ディレクター:山田直子 / 崎間美紀、高橋梨沙、奈良万里央、吉井力也、渡辺七菜（共に第1回）、西口奈津美（第1,2回）、山口大輔（第1-3回） / 新保奏吾（第2回）、渡邉祐太、伴場虎太郎、大髙遼馬（渡邉・伴場・大髙→第2,3回、大髙→第2回は大高名義）、藤本俊介、中村愛奈（共に第2,4回）、吉池朗、五位野春花 / 秋元萌里、茂木洸、三浦瑛梨花、戸澤いずみ（共に第3回）、手島海人（第3,4回）、五島孝 / 堀江真由、田代雄也（共に第4回）、神川達哉（第4,5回）、木村翔太 / 山本実瑠季、岡本万里奈、籾木健吾、増子千咲（共に第5回）
- プロデューサー:蔭山彩（第1回）、吉無田剛（第1,2回）、徐真然（第4,5回）/ 鈴木美枝子（第1回）、竜円徹、山根俊記（共に第1,2回）、石原由季子（第1-3回）、熊谷芳子（第2回）、高梨織江（第2-5回）、真鍋香里（第3,4回）、藤田真衣（第5回）
- チーフプロデューサー:川邊昭宏（第1,2回）、松本京子（第3,4回）